# Salanoia durrelli
Salanoia durrelli, ou mangusto durrel, é uma espécie de mamífero da família Eupleridae endêmico de Madagascar.

## Distribuição geográfica e habitat
A espécie ocorre na região de Andreba, uma área pantanosa a 750 metros de altitude na costa oriental do lago Alaotra.